# أغنية xo
«إكس أو» هي أغنية سجلتها المغنية الأمريكيةبيونسيه من ألبومها الخامس سنة 2015. أصدرت شركة كولومبيا ريكوردز الأغنية أغنيةً إذاعية معاصرة رائدة من الألبوم فيالولايات المتحدة وإيطاليا في 16 ديسمبر 2013.ريان تيدر شارك في كتابة وإنتاج «إكس أو» مع تيريوس «الحلم» ناش وبيونسيه، مع إنتاج إضافي من قبل تشونسي«هيت-بوي» هوليس وموسيقى هازيبانغا.موسيقى البوب وآر أند بي النقية ذات الوتيرة المتوسطة مع تأثيرات إلكترونية، «إكس أو» كاملة مع الآلات الموسيقية الإلكترونية وأجهزة التوليف –المزج- والطبول، قورنت بأغنية بيونسيه «هالو» ولوحظ أنها تحتوي على العديد من المقاطع الموسيقية متضمنةً جوقة النداء والاستجابة.
انتُقد استخدام عينة صوتية من كارثة مكوك الفضاء تشالنجر في بداية الأغنية من قبل عائلات الطاقم المفقود، وناسا، وبعض وسائل الإعلام. صرحت بيونسيه بأن الأغنية كانت تهدف إلى مساعدة الأشخاص الذين فقدوا أحباءهم وأن تضمين العينة كان تقديرًا لطاقم تشالنجر. ظهرت «إكس أو» في العديد من المخططات الموسيقية في جميع أنحاء أوروبا وأوقيانوسيا، وبلغت ذروتها في المرتبة 45 على قائمة بيلبورد هوت 100 الأمريكية.
صُوّر مقطع فيديو موسيقي للأغنية، أخرجه تيري ريتشاردسون في جزيرة كوني في أواخر أغسطس 2013. توفر على «آي تيونز» مع إصدار الألبوم في 13 ديسمبر 2013 وصدر عبر الإنترنت بعد ثلاثة أيام. أدت بيونسيه الأغنية خلال المحطات الأخيرة ضمن جزء أمريكا الشمالية من «جولة السيدة كارتر شو العالمية» في ديسمبر 2013 ولاحقًا خلال المحطة الأوروبية الثانية للجولة في أوائل 2014. لمزيد من الترويج لـ «إكس أو»، أدتها في حفل توزيع جوائز «بريت» عام 2014 ولاحقًا في حفل توزيع جوائز إم تي في الموسيقية عام 2014. غطى حاييم وجون ماير الأغنية سنة 2014، مع إصدار الأخير لها أغنيةً فردية.

## الإنتاج والإخراج
كتب «إكس أو» بيونسيه وتيريوس «الحلم» ناش وريان تيدر، وتولت المجموعة ذاتها الإنتاج إضافةً إلى تشونسي هوليس هيت بوي وهيزبانجا. صمم رامون ريفاس الأغنية بمساعدة جاستن هيرجيت. سُجل غناء بيونسيه بواسطة ستيوارت وايت وبارت شودل، وتنفيذ جميع الأجهزة والبرمجة بواسطة تيدر. خُلطت الأغنية أخيرًا بواسطة أندرو شيبس. سُجلت «إكس أو» في أربعة استوديوهات:جانجل سيتي واس، واستوديوهات أوڤن وكلاهما في مدينة نيويورك، واستوديوهات تراكداون في سيدني واستوديوهات تريتونوس في برلين.
خلال مقابلة مع محطة الإذاعة الأسترالية نوفا في نوفمبر 2013، كشف تيدر أنه تعاون مع بيونسيه في أغنية لألبومها القادم مع شركة الحلم، يقول: «أنا شخصيًا أحببت الأغنية أكثر من أغنية هالو. أعتقد أنها أغنية أكبر وأفضل». ومع ذلك، أقر بأنه لا يعرف متى تخطط المغنية لإصدار مواد جديدة لألبومها الخامس. في الشهر السابق، أفاد مصدر لصحيفة ديلي نيوز أن بيونسيه خططت لإصدار أغنية جديدة وفيديو في 3 ديسمبر 2013. وتكهن المنشور بأنه من المتوقع أن تكون الأغنية هي الأغنية التي صُوّر الفيديو الموسيقي الخاص بها في أغسطس من العام ذاته، «إكس أو». لاحقًا، ذكرت بيلبورد أنه ستصدر أغنية «بلو» أغنيةً إذاعية معاصرة في الولايات المتحدة وجميع أنحاء العالم، و«ثملون بالحب» ستُرسَل إلى راديو المدن في الولايات المتحدة فقط، كان من المقرر إصدار أغنية إكس أو لتكون ثاني أغنية إذاعية عالمية سنة 2014. ومع ذلك، ورد أن المبرمجين الإذاعيين رفضوا إطلاق «بلو» على المحطات الرئيسية، ووجدوا كلماتها شديدة الوضوح فيما يتعلق بالتنسيق واقترحوا إصدار إكس أو بدلًا منها. لذلك أُلغي إصدار «بلو»، وأثرت «إكس أو» في الراديو المعاصر في إيطاليا والإذاعة المعاصرة للبالغين في الولايات المتحدة في 16 ديسمبر 2013. أُرسل إلى الراديو السائد في الولايات المتحدة، في المناطق الحضرية والإذاعات الإيقاعية في 17 ديسمبر.